# Vini Caldirola (wielerploeg)
Vini Caldirola is een voormalige Italiaanse wielerploeg. De ploeg, gesponsord door wijnfabrikant Vini Caldirola, was actief van 1998 tot 2000 en later opnieuw in 2003 en 2004. De ploeg werd in 2005 officieel opgeheven waarna de meeste renners onderdak vonden bij het nieuwe Liquigas - Bianchi.

## Bekende ex-renners
| Gianluca Bortolami   | Italië           |
| Francesco Casagrande | Italië           |
| Dario Frigo          | Italië           |
| Giorgio Furlan       | Italië           |
| David de la Fuente   | Spanje           |
| Stefano Garzelli     | Italië           |
| Mauro Gianetti       | Zwitserland      |
| Serhij Hontsjar      | Oekraïne         |
| Peter Luttenberger   | Oostenrijk       |
| Eddy Mazzoleni       | Italië           |
| Nicola Minali        | Italië           |
| Fred Rodriguez       | Verenigde Staten |
| Pavel Tonkov         | Rusland          |
| Guido Trentin        | Italië           |
| Romāns Vainšteins    | Letland          |
| Steve Zampieri       | Zwitserland      |
| Denis Zanette        | Italië           |
| Mauro Zanetti        | Italië           |

Italiaanse wielerploeg Vini Caldirola: 1998–2004
Apollonio · 
Borghi · 
Calzavara ·
Dalla Costa ·
Dante ·
De Mauri ·
Faustini · 
Fois · 
Furlan ·
Maggioni · 
Murtas · 
Radaelli · 
Simonetti · 
Sironi · 
Trentin · 
Zanette · 
Zanetti · 
Zanotti
Apollonio · 
Borghi · 
Bortolami · 
Filippo Casagrande · 
Francesco Casagrande · 
Donati · 
Fois · 
Gianetti · 
Hontsjar · 
Hauptman · 
Klemenčič · 
Lupi · 
Pezze · 
Radaelli · 
Rütimann · 
Sironi · 
Trentin · 
Vainšteins · 
White · 
Zanetti ·
Zanotti
Apollonio · 
Borghi · 
Bortolami · 
Calcagni · 
Filippo Casagrande · 
Francesco Casagrande · 
Conti · 
Donati · 
Giacomelli · 
Gianetti · 
Hauptman · 
Klemenčič · 
Milesi · 
Pezze · 
Radaelli · 
Rütimann · 
Sironi · 
Trentin · 
Vainšteins  · 
White · 
Zanetti · 
Zucconi
Apollonio · 
Balducci · 
Borghi · 
Bortolami · 
Bossoni · 
Calcagni · 
Chesini · 
Di Grande · 
Donati · 
Ferrari · 
Gajnetdinov · 
George · 
Gerosa · 
Giacomelli · 
Gili · 
Hauptman · 
Klemenčič · 
Luttenberger · 
Mazzoleni · 
Miceli · 
Minali · 
Pezze · 
Radaelli · 
Rütimann · 
Sironi · 
Szmyd · 
Zucconi
Apollonio · 
Balducci · 
Borghi · 
Bortolami · 
Bossoni · 
Calcagni · 
Di Silvestro · 
Donati · 
Ferrari · 
Frigo · 
Gajnetdinov ·  
Gerosa ·  
Gili · 
Hauptman · 
Klemenčič · 
Luttenberger · 
Mazzoleni ·  
Minali ·  
Radaelli · 
Rütimann · 
Sironi · 
Szmyd · 
Zampieri ·
Zucconi ·
Bellotti (stagiair) 
Andriotto ·
Apollonio · 
Balducci ·  
Bortolami · 
Bossoni · 
Calcagni · 
Cheula ·
de la Fuente · 
Garzelli ·
Gerosa ·  
Gili · 
Hauptman · 
A. Masciarelli · 
S. Masciarelli ·
Mason ·
Mazzoleni ·  
Milesi ·  
Radaelli · 
Rodriguez · 
Sironi · 
Vainšteins · 
Zampieri ·
Zucconi ·
Cobo (stagiair) · 
Korovine (stagiair) ·
Ramírez (stagiair)
Andriotto ·
Beuchat · 
Calcagni · 
Casagrande ·
Cavallari · 
Celli ·
Cheula ·
Garzelli ·
Gerosa ·  
Gili · 
Kadlec · 
Longo Borghini ·
A. Masciarelli · 
S. Masciarelli ·
Mason ·
Milesi ·  
Sgambelluri ·  
Sironi · 
Tomi · 
Tonkov ·
Zampieri ·
Zanotti ·
Zinetti ·
Ghiare (stagiair) ·
Mugerli (stagiair)